# Chi Ánh lệ
Chi Ánh lệ (danh pháp khoa học: Ainsliaea) là một chi thực vật có hoa trong họ Cúc (Asteraceae).
Ainsliaea là bản địa khu vực Đông Á, tiểu lục địa Ấn Độ và Đông Nam Á.

## Các loài
Chi Ainsliaea gồm các loài:
1. Ainsliaea acerifolia
  1. Ainsliaea acerifolia var. subapoda
2. Ainsliaea angustata
3. Ainsliaea angustifolia
4. Ainsliaea apiculata
  1. Ainsliaea apiculata var. acerifolia
5. Ainsliaea aptera
6. Ainsliaea apteroides
7. Ainsliaea asaroides
8. Ainsliaea asperrima
9. Ainsliaea bonatii: Ánh lệ hoa hồng
10. Ainsliaea brandisiana
11. Ainsliaea caesia
12. Ainsliaea cavaleriei
13. Ainsliaea chapaensis: Ánh lệ Sa Pa
14. Ainsliaea cleistogama
15. Ainsliaea cordifolia
  1. Ainsliaea cordifolia var. maruoi
16. Ainsliaea crassifolia
17. Ainsliaea dentata
18. Ainsliaea dissecta
19. Ainsliaea elegans: Ánh lệ thanh, thố nhi phong đẹp
20. Ainsliaea faurieana
21. Ainsliaea foliosa
22. Ainsliaea fragrans
  1. Ainsliaea fragrans var. integrifolia
23. Ainsliaea fulvioides
24. Ainsliaea fulvipes
25. Ainsliaea glabra: Ánh lệ thân nhẵn
26. Ainsliaea gongshanensis
27. Ainsliaea gracilis
28. Ainsliaea grossedentata
29. Ainsliaea hayatae
30. Ainsliaea heterantha
31. Ainsliaea hypoleuca
32. Ainsliaea lancangensis
33. Ainsliaea lancifolia
34. Ainsliaea latifolia: Ánh lệ lá rộng, ánh lệ ba hoa, thố nhi phong lá rộng
  1. Ainsliaea latifolia subsp. henryi (đồng nghĩa: Ainsliaea henryi): Ánh lệ thìa
  2. Ainsliaea latifolia var. platyphylla
35. Ainsliaea lijiangensis
36. Ainsliaea longipetiolata
37. Ainsliaea macrocephala
38. Ainsliaea macroclinidioides
  1. Ainsliaea macroclinidioides var. okinawensis
  2. Ainsliaea macroclinidioides var. secundiflora
39. Ainsliaea mairei
40. Ainsliaea mattfeldiana
41. Ainsliaea mollis
42. Ainsliaea morrisonicola
43. Ainsliaea multibracteata
44. Ainsliaea nana
45. Ainsliaea nervosa
46. Ainsliaea oblonga
47. Ainsliaea ovata
48. Ainsliaea parvifolia
49. Ainsliaea paucicapitata
50. Ainsliaea pentaflora
51. Ainsliaea pertyoides: Ánh lệ
  1. Ainsliaea pertyoides var. albotomentosa
52. Ainsliaea petelotii: Ánh lệ núi cao, ánh lệ petelot
53. Ainsliaea pingbianensis
54. Ainsliaea plantaginifolia
55. Ainsliaea qianiana
56. Ainsliaea ramosa
57. Ainsliaea rubrifolia
58. Ainsliaea rubrinervis
59. Ainsliaea smithii
60. Ainsliaea spanocephala
61. Ainsliaea spicata
62. Ainsliaea sutchuenensis
63. Ainsliaea tenuicaulis
64. Ainsliaea tonkinensis: Ánh lệ Bắc Bộ
65. Ainsliaea trinervis
66. Ainsliaea walkeri
67. Ainsliaea yadsimae
68. Ainsliaea yunnanensis: Ánh lệ Vân Nam